# Aspidontus dussumieri
Aspidontus dussumieri és una espècie de peix de la família dels blènnids i de l'ordre dels perciformes.

## Morfologia
- Els mascles poden assolir 12 cm de longitud total.[1][2]

## Reproducció
És ovípar.

## Hàbitat
És un peix marí de clima tropical i associat als esculls de corall.

## Distribució geogràfica
Es troba des del Mar Roig fins a Knysna (Sud-àfrica), les Tuamotu, el sud del Japó, el nord de Nova Gal·les del Sud, i, també, des de Palau fins a les Illes Carolines i les Illes Marshall (Micronèsia).